# Hawker Henley
Die Hawker Henley war ein leichtes Kampfflugzeug des britischen Herstellers Hawker Aircraft Ltd. aus der Zeit des Zweiten Weltkriegs. Der Mitteldecker diente dann allerdings hauptsächlich als Zielschleppflugzeug für Flakübungen.

## Geschichte
Im Jahre 1934 schrieb das britische Luftfahrtministerium einen leichten Bomber zur Luftnahunterstützung aus. Fairey, Gloster und Hawker nahmen an der Ausschreibung teil. Das Flugzeug sollte dabei eine hohe Flugleistung sowie eine moderate Bombenkapazität aufweisen.
Hawker orientierte sich dabei an der konstruktiven Auslegung seiner Hurricane-Jagdflugzeuge. Viele Teile der Henley wie beispielsweise die Tragflächen und der Rolls-Royce-Merlin-Motor wurden von der Hurricane übernommen. Das Flugzeug hatte eine hohe Leistung und konnte eine moderate Bombenlast tragen. Die Henley war ein Mitteldecker mit dem besten Leistung-Gewichts-Verhältnis und einer minimalen Frontfläche. Das Spornradfahrwerk war einziehbar. Im Gegensatz zur Hurricane war die Henley zweisitzig. Auf dem hinteren Sitz fand ein Beobachter oder ein Bordschütze Platz.
Die Entwicklung der Henley begann Anfang 1935, verzögerte sich aber durch die parallele Produktion der Hurricane. Der erste Prototyp der Henley flog erst am 10. März 1937 und war mit einem Merlin-F-Motor ausgerüstet. Danach wurde das Flugzeug mit einem Merlin-I-Motor und Leichtmetalltragflächen ausgestattet. Die nächsten Flüge zeigten eine hervorragende Flugleistung.

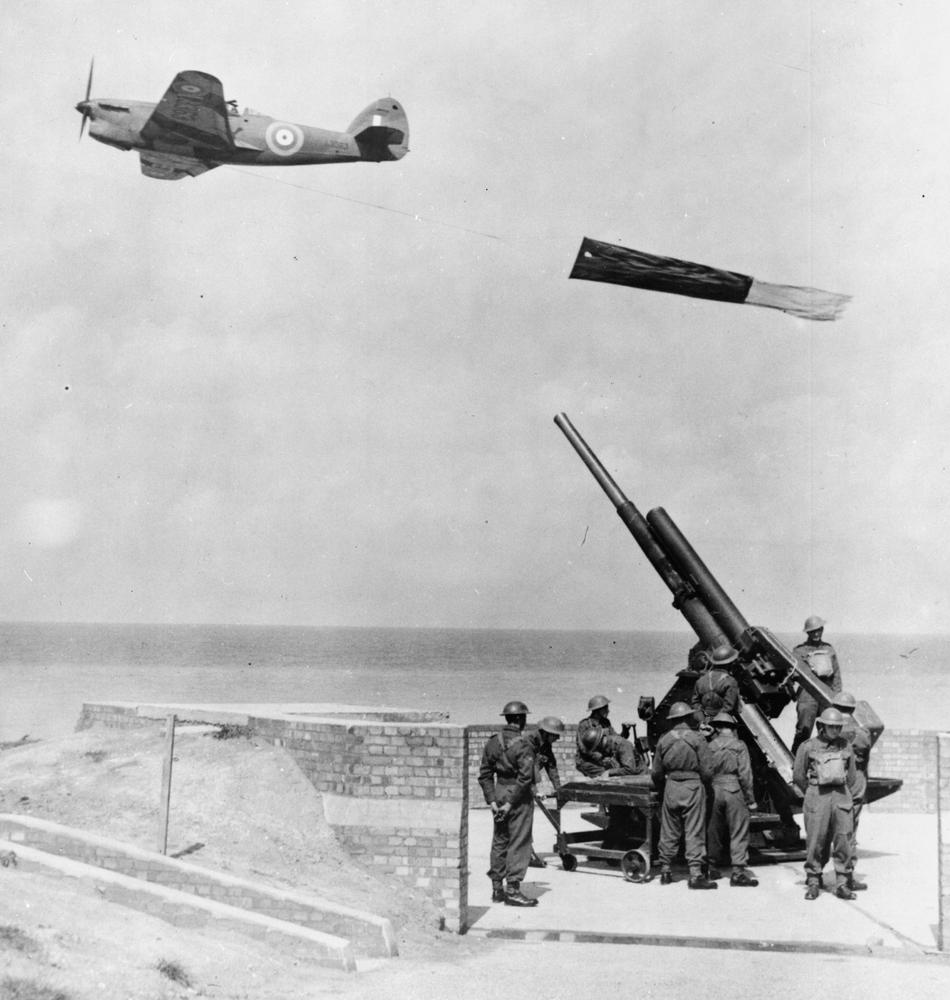
Hawker Henley Mk.III als Zielschleppflugzeug

Allerdings entschied das Luftfahrtministerium, die Ausschreibung für leichte Bomber aufzugeben. Die Henley wurde deshalb zum Zielschleppflugzeug umgebaut. 200 Maschinen wurden davon bestellt und bei Gloster gefertigt. Der zweite Prototyp wurde mit einer propellergetriebenen Winde versehen, um Luftziele schleppen zu können. Er flog am 26. Mai 1938 erstmals.
Die Serienmaschinen vom Typ Henley Mk.III gingen zu den No.1, 5 und 10 Bombing and Gunnery School sowie zu den Air Schools in Barrow, Millom und Squire’s Gate. Dort wurden allerdings schwere Mängel wie eine sehr niedrige Höchstgeschwindigkeit von 355 km/h und häufige Motorausfälle festgestellt. Die Henley wurde deshalb aus diesem Bereich zurückgezogen und musste danach größere Luftziele schleppen. Sie diente nun in Einheiten zur Flak-Ausbildung.
Mitte 1942 wurde sie endgültig ausgemustert und durch Maschinen der Typen Boulton Paul Defiant und Miles Martinet ersetzt.

## Varianten
Die Hawker Hotspur war ein zweisitziges Seejagdflugzeug mit einem Drehturm mit vier Maschinengewehren. Es ging allerdings nie in Serie, weil bereits die Boulton Paul Defiant und die Blackburn Roc diese Aufgaben ausfüllten.

## Technische Daten
| Kenngröße             | Daten Hawker Henley Mk.III                          |
| --------------------- | --------------------------------------------------- |
| Besatzung             | Pilot und Bordschütze/Beobachter                    |
| Länge                 | 11,10 m                                             |
| Spannweite            | 14,3 m                                              |
| Flügelfläche          | 31,77 m²                                            |
| Höhe                  | 4,27 m                                              |
| Leermasse             | 2725 kg                                             |
| Startmasse            | 3845 kg                                             |
| Antrieb               | 1 × Rolls-Royce Merlin II oder III 1044 PS (768 kW) |
| Höchstgeschwindigkeit | 438 km/h                                            |
| Dienstgipfelhöhe      | 8230 m                                              |
| Reichweite            | 1223 km                                             |